# Prințesa Margriet a Țărilor de Jos
Prințesa Margriet a Țărilor de Jos (Margriet Francisca; n. 19 ianuarie 1943) este cea de-a treia fiică a reginei Juliana și a prințului Bernhard al Țărilor de Jos. În calitate de mătușă a actualului monarh, regele Willem-Alexander, ea este membră a Casei Regale Olandeze și, în prezent, al opta și ultima în linia de succesiune la tronul Țărilor de Jos.
Prințesa Margriet l-a reprezentat adesea pe monarh la evenimente oficiale sau semioficiale. Unele dintre aceste însărcinări au dus-o înapoi în Canada, țara în care s-a născut de facto, și la evenimente organizate de către Marina Comercială a Țărilor de Jos, pe care le patronează.

## Nașterea în Canada
Prințesa s-a născut în Spitalul Ottawa, Ottawa, Ontario, din moment ce familia ei locuia în Canada din iunie 1940, după ocuparea Țărilor de Jos de către Germania Nazistă. Secția de maternitate a Spitalului Civic Ottawa în care prințesa Margriet s-a născut a fost temporar declarat a fi extrateritorial de către guvernul Canadei. Scoaterea maternității în afara teritoriului canadian a făcut ca ea să nu aparțină niciunei jurisdicții și să devină din punct de vedere tehnic teritoriu internațional. Acest lucru a fost făcut pentru a se asigura că nou-născuta va primi doar cetățenia mamei sale, făcând-o să dețină doar cetățenia Țărilor de Jos, ceea ce ar fi putut fi foarte important în cazul în care copilul ar fi fost de sex masculin, și, ca atare, moștenitorul prințesei Juliana.
Este o concepție greșită comună că guvernul canadian a declarat maternitatea a fi teritoriul olandez. Din moment ce legea naționalității neerlandeze se bazează în primul rând pe principiul jus sanguinis nu era necesar ca secția să fie făcută teritoriu neerlandez pentru ca prințesa să devină cetățean al Țărilor de Jos. Canada urma o regulă ius soli, deci era necesar ca statul canadian să își decline temporar teritoriul, astfel încât copilul să nu devină cetățean canadian.
Ea a fost numită după margaretă, floarea purtată în timpul războiului ca un simbol al rezistenței împotriva Germaniei Naziste. (Vezi, de asemenea, cartea When Canada Was Home, the Story of Dutch Princess Margriet, de Albert VanderMey.)
Prințesa Margriet a fost botezată în Biserica Prezbiteriană St. Andrew din Ottawa, pe 29 iunie 1943. Printre nașii ei au fost Franklin D. Roosevelt (președintele Statelor Unite), Mary de Teck (regina Marii Britanii), prințesa Märtha a Suediei (prințesa moștenitoare a Norvegiei) și Martine Roell (doamnă de onoare a prințesei Juliana în Canada).

## După război

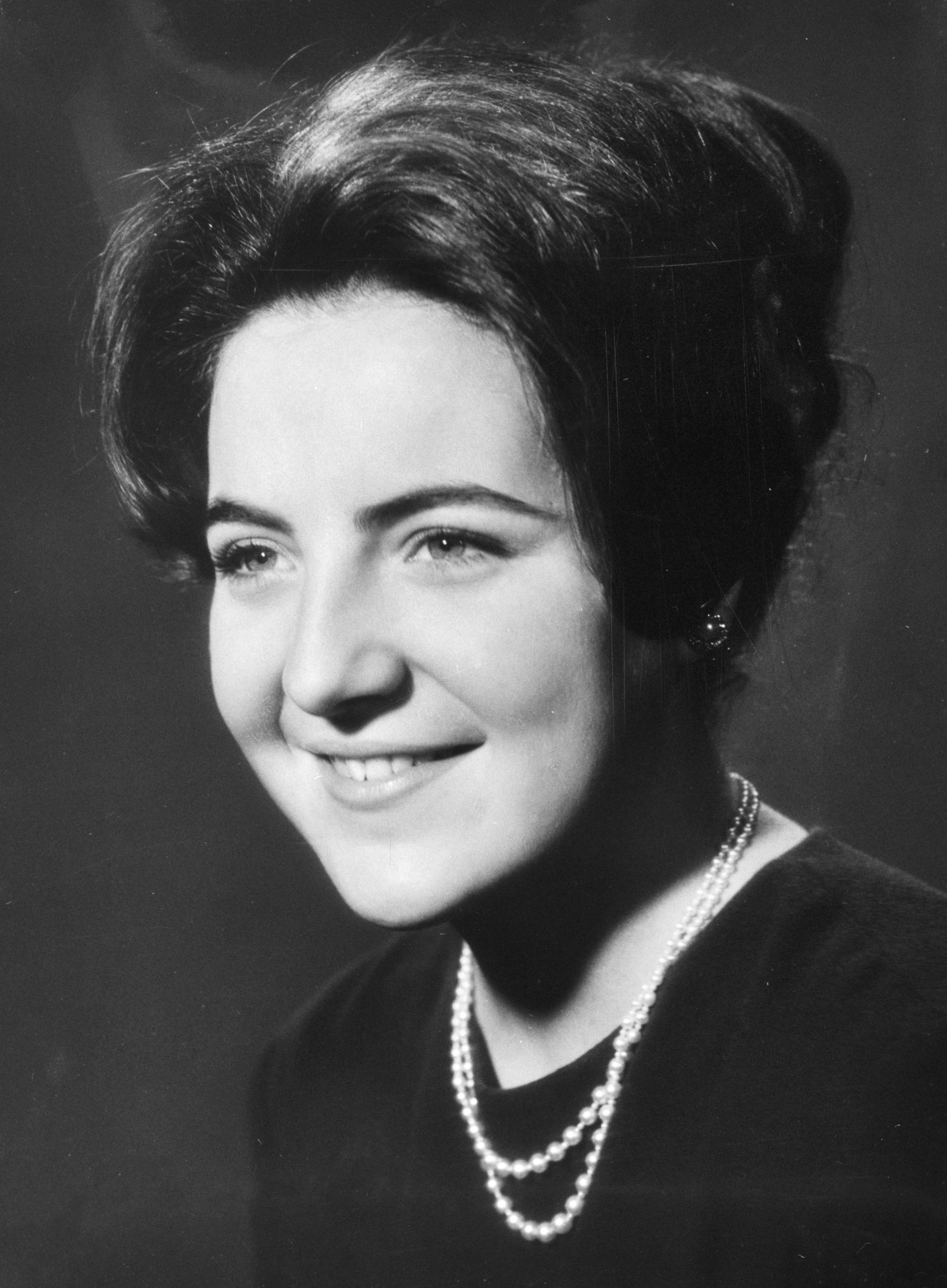
Margriet în 1964

Abia în august 1945, când Țările de Jos au fost eliberate, prințesa Margriet a pus piciorul pentru prima dată pe pământul olandez. Prințesa Juliana și prințul Bernhard a revenit la Palatul Soestdijk din Baarn, în care familia trăia înainte de război.
În perioada în care studia la Universitatea Leiden, prințesa Margriet l-a întâlnit pe viitorul ei soț, Pieter van Vollenhoven. Logodna lor a fost anunțată la 10 martie 1965, iar cei doi s-au căsătorit pe 10 ianuarie 1967 în Biserica Sf. Iacob din Haga. S-a decretat că orice copil provenit din căsătorie va purta titlul de prinț/prințesă de Orania-Nassau, van Vollenhoven, titluri care nu ar fi fost deținute în mod normal de urmașii lor. Împreună, ei au avut patru copii: prinții Maurits (n. 17 aprilie 1968), Bernhard (n. 25 decembrie 1969), Pieter-Christiaan (n. 22 martie 1972) și Floris (n. 10 aprilie 1975).
Prințesa și soțul ei s-au stabilit în partea dreaptă a Palatului Het Loo din Apeldoorn. În 1975, familia s-a mutat în actuala reședință, Het Loo, pe care au construit-o pe terenurile Palatului.

## Preocupări și activități

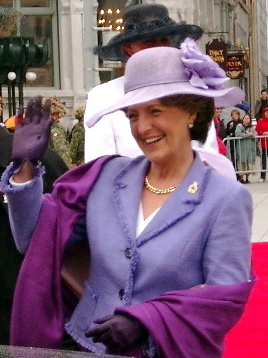
Prințesa Margriet sosește la Ottawa, pentru a participa la Festivalul Lalelei din Canada în mai 2002.

Prințesa Margriet este interesată în mod special de cauze medicale și culturale. Din 1987 până în 2011 a fost vicepreședinte al Crucii Roșii Olandeze, care a organizat Fondul Prințesa Margriet în onoarea ei. Ea este membru al consiliului de administrație al Federației Internaționale al societăților de Cruce Roșie și Semilună Roșie.
Din 1984 până în 2007, prințesa Margriet a fost președinte al European Cultural Foundation, care a instituit Premiul Prințesa Margriet pentru diversitate culturală ca o recunoaștere a activității sale.
Ea este membru al consiliului de onoare al Comitetului Paralimpic Internațional. 

## Titluri și stiluri
- 19 ianuarie 1943 – 10 ianuarie 1967: Alteța Sa Regală Prințesa Margriet a Țărilor de Jos, Prințesă de Orania-Nassau, Prințesă de Lippe-Biesterfeld[12]
- 10 ianuarie 1967 – prezent: Alteța Sa Regală Prințesa Margriet a Țărilor, Prințesă de Orania-Nassau, Prințesă de Lippe-Biesterfeld, Doamna Van Vollenhoven

### Onoruri

#### Onoruri naționale
- Marea Cruce de Cavaler al Ordinului Leului Olandez
- Marea Cruce de Cavaler al Ordinului Casei de Orania
- Medalia Nunții Regale 1966 (10 martie 1966)
- Medalia de Învestitură a reginei Beatrix (30 aprilie 1980)
- Medalia Nunții Regale 2002 (2 februarie 2002)
- Medalia de Învestitură a regelui Willem-Alexander (30 aprilie 2013)

#### Onoruri externe
Ea a fost distinsă cu mai multe decorații internaționale (potrivit acestui site, marcat cu °): 
- Belgia: Marea Cruce de Cavaler al Ordinului  Coroanei °
- Camerun: Marea Cruce a Ordinului de Merit °
- Chile: Marea Cruce a Ordinului de Merit ° [13]
- Coasta de Fildeș: Marea Cruce a Ordinului Național °
- Germania: Marea Cruce cl. I a Ordinului de Merit al Republicii Federale Germania °
- Finlanda: Marea Cruce a Ordinului Trandafirul Alb [14] °
- Franța: Marea Cruce a Legiunii de Onoare °
- Iordania: Marele Cordon de Cavaler al Ordinului Suprem al Renașterii[15][16]
- Italia: Marea Cruce a Ordinului Național de Merit al Republicii Italiene °[17]
- Japonia: Marele Cordon al Ordinului Coroanei Prețioase °
- Luxemburg: Marea Cruce de Cavaler al Ordinului Adolphe de Nassau[18] °
- Luxemburg: Marea Cruce de Cavaler al Ordinului Coroanei de Stejar[19] °
- Luxemburg: Medalia comemorativă a căsătoriei prințului Henri și prințesei Maria Teresa de Luxemburg °
- Norvegia: Marea Cruce de Cavaler al Ordinului  Regal Norvegian Sf. Olaf °
- Mexic: Marea Cruce a Ordinului Vulturul Aztec °
- Portugalia: Marea Cruce a Ordinului lui Cristos °
- România: Marea Cruce a Ordinului 23 August °
- Senegal: Marea Cruce a Ordinului Național al Leului °
- Spania: Marea Cruce de Cavaler al Ordinului Isabel la Católica °[20][21]
- Suedia: Marea Cruce a Ordinului Steaua Polară °
- Surinam: Marea Cruce a Ordinului Onorific al Stelei Galbene °
- Venezuela: Marele Cordon al Ordinului Eliberatorului °